# UFC 182
UFC 182: Jones vs. Cormier è stato un evento di arti marziali miste tenuto dalla Ultimate Fighting Championship svolto il 3 gennaio 2015 al MGM Grand Garden Arena di Las Vegas, Stati Uniti.

## Retroscena
Nel match principale della card si sfidarono, per il titolo dei pesi mediomassimi UFC, il campione in carica Jon Jones e il contendente numero uno Daniel Cormier.
Inizialmente Jon Jones doveva affrontare nel main event lo svedese Alexander Gustafsson, tuttavia quest'ultimo subì un infortunio al ginocchio e venne rimpiazzato appunto da Daniel Cormier. Successivamente, il 12 agosto, Jones si infortunò ad una gamba costringendo la UFC a spostare l'incontro per questo evento.
Il match valido per il titolo dei pesi gallo femminili UFC, tra la campionessa Ronda Rousey e Cat Zingano, doveva scolgersi in questo evento. Tuttavia, ad ottobre, fu annunciata la posticipazione dell'incontro all'evento UFC 184.
Danny Castillo doveva affrontare Rustam Khabilov, ma quest'ultimo ebbe problemi con il visto e venne in seguito sostituito da Paul Felder.
Alexis Dufresne superò il limite di peso della categoria, e nonostante gli venne concesso ulteriore tempo per perdere peso l'incontro divenne un Catchweight match con limite massimo di 62,5 Kg.
UFC 182 fu il secondo evento più lungo, dietro UFC 136, per il tempo trascorso dai lottatori dentro la gabbia, per un totale di 154 minuti e 56 secondi.
Il 6 gennaio venne annunciato che Jones fallì il test anti-doping effettuato prima dell'evento. Jones, infatti, risultò positivo alla benzoilmetilecgonina ovvero l'elemento principale della cocaina. Nonostante ciò la commissione anti-doping non rimosse Jones dall'evento permettendogli quindi di combattere.

## Risultati
|                                                   | Divisione             |                 |                 |                 | Metodo                                  | Round           | Tempo           | Premio          |
| Card Principale                                   | Card Principale       | Card Principale | Card Principale | Card Principale | Card Principale                         | Card Principale | Card Principale | Card Principale |
| ------------------------------------------------- | --------------------- | --------------- | --------------- | --------------- | --------------------------------------- | --------------- | --------------- | --------------- |
| Sfida valida per il titolo di campione indiscusso | Pesi Mediomassimi     | Jon Jones (c)   | batte           | Daniel Cormier  | Decisione unanime (49-46, 49-46, 49-46) | 5               | 5:00            | FOTN            |
|                                                   | Pesi Leggeri          | Donald Cerrone  | batte           | Myles Jury      | Decisione unanime (30-27, 30-27, 30-27) | 3               | 5:00            |                 |
|                                                   | Pesi Medi             | Brad Tavares    | batte           | Nate Marquardt  | Decisione unanime (30-27, 30-27, 30-27) | 3               | 5:00            |                 |
|                                                   | Pesi Mosca            | Kyoji Horiguchi | batte           | Louis Gaudinot  | Decisione unanime (29-28, 30-27, 30-27) | 3               | 5:00            |                 |
|                                                   | Pesi Welter           | Hector Lombard  | contro          | Josh Burkman    | No Contest (fallito test anti-doping)   | 3               | 5:00            |                 |
| Card Preliminare                                  |                       |                 |                 |                 |                                         |                 |                 |                 |
|                                                   | Pesi Leggeri          | Paul Felder     | batte           | Danny Castillo  | KO (pugno girato)                       | 2               | 2:09            | POTN            |
|                                                   | Pesi Gallo            | Cody Garbrandt  | batte           | Marcus Brimage  | KO Tecnico (pugni)                      | 3               | 4:50            |                 |
|                                                   | Pesi Massimi          | Shawn Jordan    | batte           | Jared Cannonier | KO (pugni)                              | 1               | 2:57            | POTN            |
|                                                   | Pesi Leggeri          | Evan Dunham     | batte           | Rodrigo Damm    | Decisione unanime (30-27, 30-27, 30-27) | 3               | 5:00            |                 |
|                                                   | Pesi Welter           | Omari Akhmedov  | batte           | Mats Nilsson    | Decisione unanime (29-28, 29-28, 29-28) | 3               | 5:00            |                 |
|                                                   | Catchweight (62,5 Kg) | Marion Reneau   | batte           | Alexis Dufresne | Decisione unanime (30-26, 30-26, 30-25) | 3               | 5:00            |                 |

- La vittoria per decisione unanime ottenuto da Lombard, a seguito di un test anti-doping fallito, venne cambiato in un no contest.

## Premi
I lottatori premiati ricevettero un bonus di 50.000 dollari.
Legenda:
- FOTN: Fight of the Night (vengono premiati entrambi gli atleti per il miglior incontro dell'evento)
- POTN: Performance of the Night (viene premiato il vincitore per la migliore performance dell'evento)

## Incontri Annullati
|                                                   | Divisione         |                  |        |                      | Motivo                               |
| ------------------------------------------------- | ----------------- | ---------------- | ------ | -------------------- | ------------------------------------ |
| Sfida valida per il titolo di campione indiscusso | Pesi Mediomassimi | Jon Jones (c)    | contro | Alexander Gustafsson | Gustafsson subì un infortunio        |
| Sfida valida per il titolo di campione indiscusso | Pesi Gallo (F)    | Ronda Rousey (c) | contro | Cat Zingano          | L'incontro venne spostato ad UFC 184 |
|                                                   | Pesi Leggeri      | Danny Castillo   | contro | Rustam Khabilov      | Khabilov ebbe problemi con il visto  |